# Mars-sous-Bourcq
Mars-sous-Bourcq ist eine französische Gemeinde mit 62 Einwohnern (Stand: 1. Januar 2022) im Département Ardennes in der Region Grand Est (bis 2015 Champagne-Ardenne). Sie gehört zum Arrondissement Vouziers, zum Kanton Attigny (bis 2015: Kanton Vouziers) und zum 1997 gegründeten Kommunalverband L’Argonne Ardennaise.

## Geografie
Mars-sous-Bourcq liegt zwischen dem Hügel butte de Bourcq und dem Tal der Aisne. Die Gemeinde ist von den Nachbargemeinden Grivy-Loisy im Norden, Blais im Osten, Bourcq im Süden und Westen sowie Tourcelles-Chaumont im Nordwesten umgeben.

## Geschichte
Ein 1913 entdeckter fränkischer Friedhof westlich der Gemeinde weist auf eine frühe Besiedlung hin. Eine Kirche in Mars wurde erstmals 1119 erwähnt. Die heutige Kirche Saint-Martin stammt aus dem 15. Jahrhundert und wurde 1587 während der Hugenottenkriege befestigt. Die Ländereien gehörten ursprünglich den Grafen von Rethel und wurden später unter verschiedenen Lehnsherren aufgeteilt.

### Bevölkerungsentwicklung
| Jahr                      | 1962 | 1968 | 1975 | 1982 | 1990 | 1999 | 2006 | 2011 | 2016 |
| Einwohner                 | 105  | 62   | 57   | 55   | 46   | 54   | 43   | 57   | 54   |
| Quelle: Cassini und INSEE |      |      |      |      |      |      |      |      |      |

## Sehenswürdigkeiten
- Kirche Saint-Martin, MH (1920)

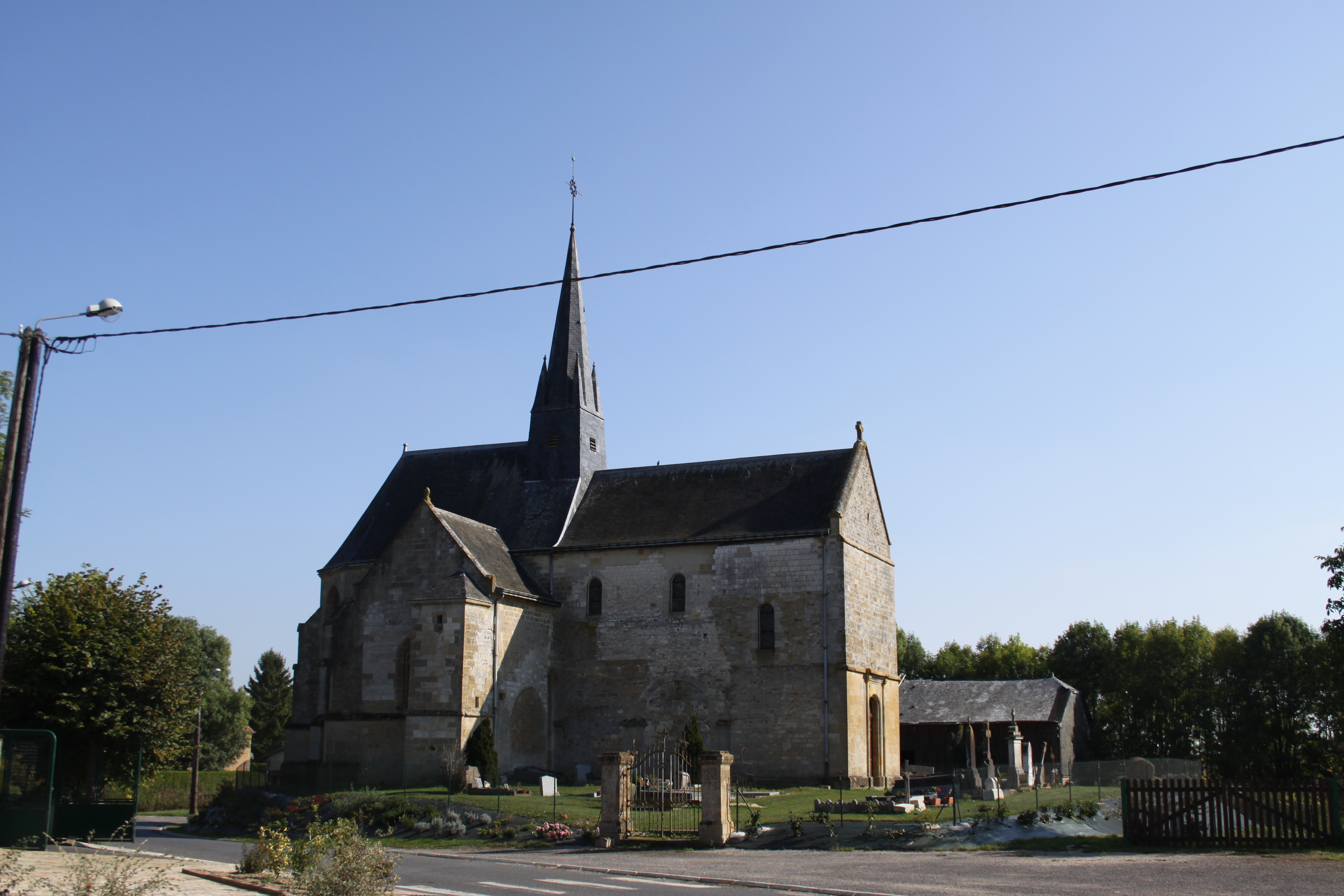
Kirche Saint-Martin